# آگوند (کنارک)
آگوند یک روستا در ایران است که در استان سیستان و بلوچستان واقع شده‌است. آگوند ۷۵ نفر جمعیت دارد.